# Acartus bituberosus
Acartus bituberosus là một loài bọ cánh cứng trong họ Cerambycidae.